# Országút Társulat
Az Országút Társulat 1997-ben alakult meg, eredetileg, mint Országút Csoport, majd később Országút Színjátszó Csoport néven működött. Neve egyrészt az Országúti Ferences Plébániától származik, akik a Társulatnak a színház épületét biztosítják, illetve az épület fenntartási költségeit fizetik, másrészt pedig az egykor a Margit körút helyén húzódó országútról. Alapítója Kondorosy Szabolcs volt, aki azóta is a Társulat művészeti vezetője.
Tagjainak összetétele részint állandó, részint változó. Vannak, akik már évtizede hűségesen játszanak benne, és vannak, akik egy évadot töltenek a Társulat tagjaként. Jellemző, hogy a színészek korosztálya az egyetemistákéval megegyező, kivéve pár régebbi tagot. A Társulat, illetve tagjainak szellemisége keresztény. Másik jellemzőjük, hogy mindegyikük amatőr színész, a szó jó értelmében: élvezetes, örömteli órákat élhetünk velük át egy-egy előadásukon.
Fellépésük színhelyéül nemcsak a saját Országút Pince (1024 Budapest, Fekete Sas u. 5) színházuk szolgál, hanem egy-egy darabot több helyen is előadnak. Ilyen a teljesség igénye nélkül a Kápolna színpad (1102 Budapest, Kápolna u. 14.), a Magyarok Háza (1052 Budapest, Semmelweis utca 3.), vagy akár a Tamás Alajos Közösségi ház (1024 Budapest, Margit krt. 23.) is. Azonban már több vidéki helyszínen is játszottak, több helyen pedig vissza-vissza is térnek.
Külön érdekességük, hogy sosem kérnek belépőjegyet, tehát az előadások ingyenesek, habár támogatást elfogadnak (egy kitett ládába lehet elhelyezni az adományokat). Talán emiatt, de tény, hogy minden előadásuk roppant népszerűségnek örvend, emiatt pedig maga a Társulat is ajánlja az internetes helyfoglalást, melyet a Társulat honlapján lehet elintézni. Ennek a rendszernek az ellenére (vagy talán pont ezért?) is kapnak adományokat, olyannyira, hogy például a Dévai Szent Ferenc Alapítványt 105.000,- forinttal támogatták, illetve 2011-ben amatőr filmpályázatot és műfordítói pályázatot is hirdettek, melynek nyerteseit 25.000,- illetve 50.000,- forinttal jutalmazták. A pályázat sikerén felbuzdulva, 2013-ban három pályázatot is kiírtak, egyet gróf Esterházy Jánosról szóló dráma megírására, egyet Emlékezet címmel visszaemlékezés gyűjtő pályázatra (melynek a nyertesei azóta könyv alakban is "Visszaemlékezések a magyar XX. századra" címmel olvashatják saját és kortársaik visszaemlékezéseit), és egyet Fekete-fehér címmel amatőr filmpályázatra.
A Társulat repertoárjába pedig éppúgy beletartoznak a legismertebb színdarabok, (mint Shakespeare vagy Örkény tollából kikerült remekművek) mint az ősbemutatós, egyelőre még ismeretlen zsenik művei is. Különféle médiákban jelennek meg, úgy mint a rádiókban (Magyar Katolikus Rádióban, Kossuth Rádióban), újságokban (Budai Polgár, Magyar Fórum), illetve az elektromos médiában is (Epona, Igenhír, Magyar Színházi Portál, stb.)
A könyvkiadást azóta is folytatják. Négy magyar történelmi kötet mellett G. K. Chestertontól is kiadtak két könyvet, melyek eddig magyarul nem voltak olvashatóak.